# Transacción financiera

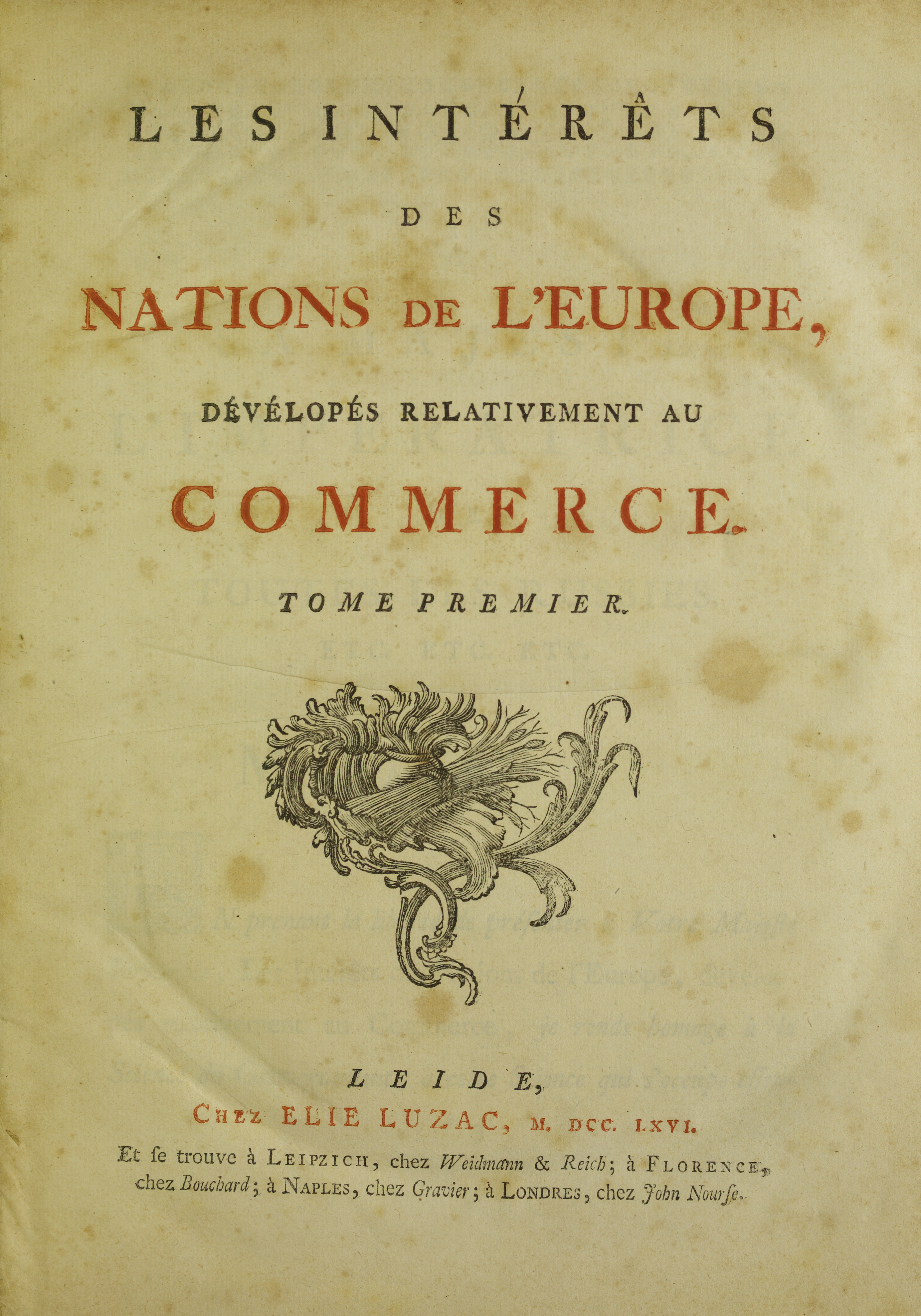
Los intereses de las naciones de Europa, se desarrollaron en relación con el comercio. Primer volumen. Leide: en Elie Luzac; y tiene su sede en Leipzich: en Weidmann & Reich; en Florencia: en Bouchard; en Nápoles: en Gravier; en Londres: en John Nourse, 1766.

Una transacción financiera es un acuerdo, comunicación o movimiento llevado a cabo entre un comprador y un vendedor en la que se intercambian un activo contra un pago. Implica un cambio en el estatus en las finanzas de dos o más negocios o individuos. El comprador y el vendedor son entidades u objetos separados, que generalmente intercambian productos de valor, como información, bienes, servicios o dinero. Seguiría siendo una transacción el intercambio de bienes en un momento dado, y del dinero en otro diferente. Este tipo de operación se conoce como una transacción de dos partes, siendo la primera parte la entrega de dinero, y la parte segunda la recepción de bienes.